# 미주라두더지속
미주라두더지속(Euroscaptor)은 두더지과에 속하는 포유류 속의 하나이다. 중국과 일본 그리고 남아시아와 동남아시아의 여러 나라에서 발견된다.

## 하위 종
미주라두더지속은 다음 종을 포함하고 있다.
- 큰중국두더지 (Euroscaptor grandis)
- 클로스두더지 (Euroscaptor klossi)
- 긴코두더지 (Euroscaptor longirostris)
- 말레이시아두더지 (Euroscaptor malayana)[2]
- 히말라야두더지 (Euroscaptor micrura)
- 미주라두더지 (Euroscaptor mizura)
- 작은이빨두더지 (Euroscaptor parvidens)
- 민꼬리두더지 (Euroscaptor subanura)[3]